# القرح (المدينة المنورة)
ٱلْقُرْح، هي قرية وموقع أثري في ضواحي مدينة العلا، شمال المدينة المنورة بالمملكة العربية السعودية.
ٱلْقُرْح تعرف أيضا باسم المابيات التي كانت التجمع السكاني البلدي لوادي القرى، والتي تم تحديدها على أنها أطلال المابيات في وادي العلا، على بعد ثمانية عشر كيلومترا إلى الجنوب الشرقي من واحة العلا.

## التاريخ
هناك العديد من الإشارات إلى المكان في المصادر العربية في العصور الوسطى. على سبيل المثال، وصف شمس الدين المقدسي ٱلْقُرْح بأنها أكبر مدينة في الحجاز... بعد مكة، وكذلك أكثرها ازدهارًا واكتظاظًا بالسكان. يقول الاصطخري أن من بين مدن الحجاز يحتل وادي القرى المرتبة الثانية بعد اليمامة من حيث الحجم والإنتاج. بينما يقول ياقوت الحموي أنه كان واديًا خصبًا جدًا مغطى بالقرى من النهاية إلى النهاية، حتى أن الاسم الحديث للوادي لا يزال هو «وادي القرى».
ويضيف شمس الدين المقدسي بأنه كان فيه تنوع سكاني كبير للغاية.
يقول شمس الدين المقدسي أيضا أن أشجار النخيل تنور [ٱلْقُرْح] ... هي تمتلك تمرا رخيصة جدا، وينابيع مياه ممتازة ووفيرة. عدد منها ياقوت الحموي ثمانين (80) ينبوعا. هناك أيضا دليل على وجود قناة ري بعمق مترين ونصف (2.5) تحت سطح الأرض.

## الموقع الأثري
الموقع الأثري لقرح عبارة عن موقع كان معروف باسم بالمابيات. تقع المدينة في الجنوب الغربي من وادي العلا، وهي مبنية على سهل منبسط ومحاطة بساتر يطل على وادي مغيرا، حيث تلتقي العديد من الوديان والممرات الضيقة التي تتجه نحو وادي الجزل. وساعدت عمليات التنقيب في عامي 1983 و2004 في جعل هذا الموقع مركزاً رئيسيًا لدراسة وفهم استمرارية وتطور طرق التجارة والحج التاريخية.
تعود المدينة إلى القرن السابع بعد الميلاد، وفيه عادت الحركة إلى مدائن صالح من قبل المسافرين والحجاج في طريقهم إلى مكة. من أهم الآثار في المدينة نجد: الحصن المنيع في أعلى الجبل، سور المدينة المتعرج، والعمارة الجنائزية (المقبرة).